# Leucochimona vanessa
Leucochimona vanessa är en fjärilsart som beskrevs av Fabricius 1793. Leucochimona vanessa ingår i släktet Leucochimona och familjen Riodinidae. Inga underarter finns listade i Catalogue of Life.